# Seismizität

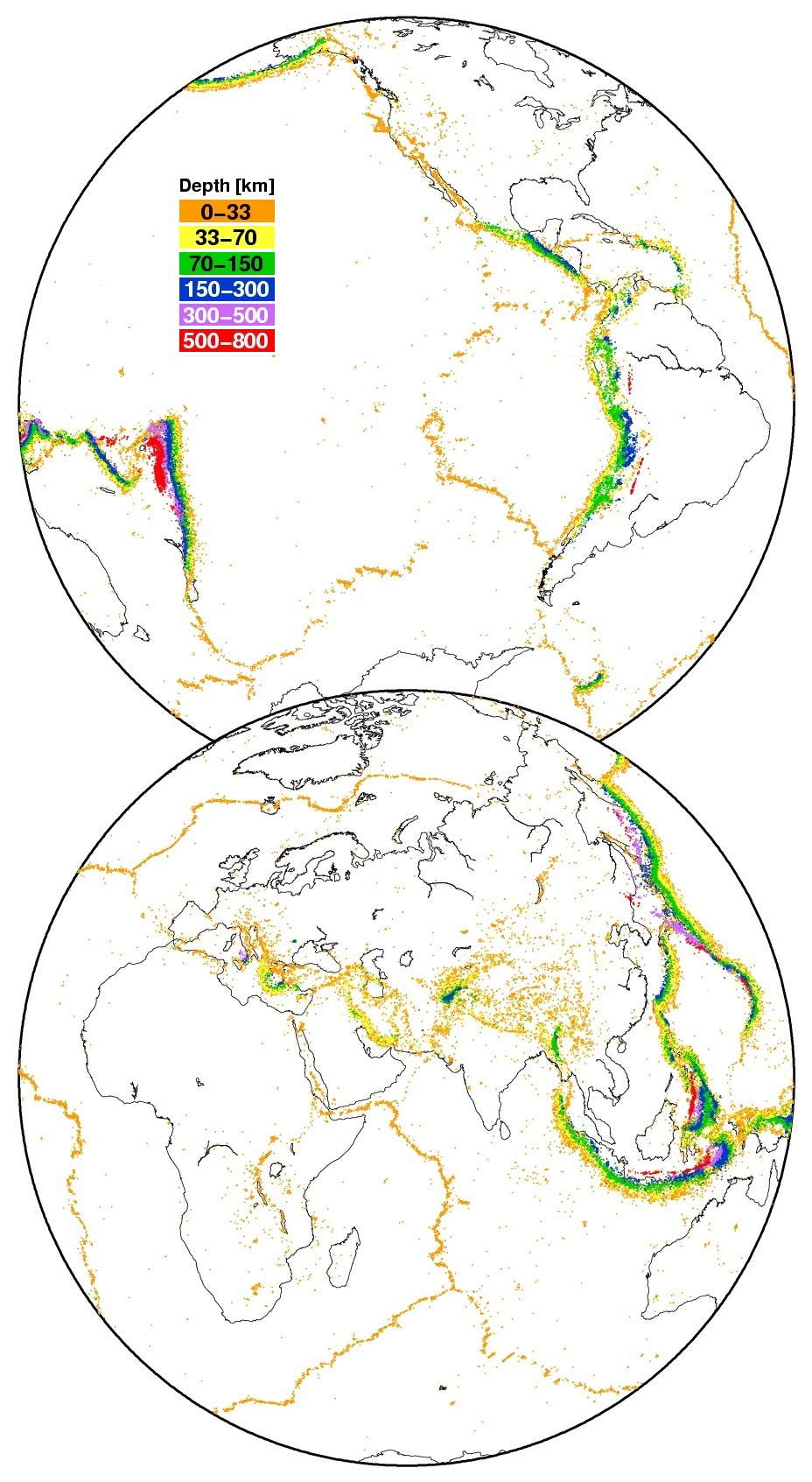
Seismizität im globalen Maßstab

Die Seismizität ist die Gesamtheit aller Erdbeben-Erscheinungen eines Gebietes. Räumliche und zeitliche Verteilung wie auch Energie und Ablauf der auftretenden Erdbeben lassen sich seismologisch untersuchen und auswerten, so dass für die meisten Orte der Erde eine Beurteilung der Seismizität möglich ist. Im weltweiten Vergleich ist sie an Plattengrenzen der Kontinentalplatten am größten.

## Seismologische Grundlagen
Die Aufzeichnung von Erdbeben mit Seismographen erlaubt über die Auswertung von Seismogrammen die Berechnung des Orts und Zeitpunkts sowie der freigesetzten Energie (Magnitude). Die empfindlichen Messgeräte registrieren dabei Ereignisse, deren Energiefreisetzung sich um viele Zehnerpotenzen unterscheidet. Aufgezeichnet werden können also katastrophale, selten stattfindende Erdbeben ebenso wie die häufig auftretenden, ohne Instrument jedoch nicht fühlbaren Mikrobeben. In Bezug auf ein Gebiet ist es möglich, diese Eigenschaften der auftretenden Erdbeben in einer Liste zusammenzustellen, in Diagrammen auszuwerten oder auf einer Karte darzustellen.

### Berechnung der Seismizität
Neben der oben beschriebenen, eher qualitativen Darstellung der Seismizität ist eine quantitative Berechnung üblich. Diese geht von gleich großen Flächenteilen des betrachteten Gebietes aus (definiert über ein Koordinatenintervall der geographischen Breite und geographischen Länge) und unterscheidet aufgrund der Schalenstruktur der Erde verschiedene Tiefenbereiche (bis 50 km, 50–300 km und mehr als 300 km Tiefe). Mit diesen Vorgaben ergibt sich die Seismizität S wie folgt:
{\displaystyle S={\frac {\sum _{i}{E_{s0}}_{i}}{{\delta \phi }_{0}{\delta \lambda }_{0}{\delta h}_{0}{\delta t}_{0}}},}
wobei
{\displaystyle {E_{s0}}_{i}}: Energie eines Einzelereignisses
{\displaystyle {\delta \phi }_{0}}: Intervall der geographischen Breite
{\displaystyle {\delta \lambda }_{0}}: Intervall der geographischen Länge
{\displaystyle {\delta h}_{0}}: Intervall der Herdtiefe
{\displaystyle {\delta t}_{0}}: Intervall der Herdzeit
Die Maßeinheit der so berechneten Seismizität ist 10x erg / km3 * a, dabei ist x eine Hochzahl zwischen 10 und 30.